# Hugh Huntington Stable
Hugh Huntington Stable, britanski general, * 1896, † 1985.